# Lineage 2 Revolution
Lineage2 Revolution là tựa game điện thoại di động MMORPG chơi trò cấp giấy phép Khám và phát triển bởi Ken, đặt 100 năm trước khi Khám của Lineage II.

## Lối chơi
Như nhiều kinh nghiệm người chơi bắt đầu bằng cách tạo ra một nhân vật và lựa chọn của mình, cuộc đua. Sẵn cuộc đua là: Tộc người, Tộc Tiên, Hắc Tiên, Người Lùn và Tộc Orc. Mỗi cuộc đua chuyên về muộn trong các lớp học khác nhau, chẳng hạn là chiến binh, pháp sư, và archer. Các người chơi thông qua trò chơi bằng cách tham gia nhiệm vụ và giết chết quái vật.
Trò chơi được thiết lập trong thế giới cùng của Lineage II, được phát hành vào năm 2003, và có đề vận tải đường hầm ngục, PVP, gia tộc chiến tranh, các cuộc tấn công và một loạt các nhiệm vụ, để tiến vào câu chuyện. Tuy nhiên, trò chơi đã được đặc biệt thích nghi để phù hợp hơn với các thiết bị di động bởi trung thành; ví dụ, nhiệm vụ là tự động, với những nhân vật thực hiện chúng tự động, và thậm chí giết chết kẻ thù một mình sau khi chọn một nhiệm vụ.

## Phát triển
Trò chơi đã được phát triển Ken của Hàn Quốc. Sau một thời gian đóng và mở beta, trò chơi đã được phát hành đầu tiên ở Hàn Quốc, Trung Quốc, và Nhật Bản bởi sớm 2017, và các quốc gia tây vào ngày 15, 2017.

## Đón nhận
Xem xét đầu tiên của Dòng 2 cuộc cách Mạng đã được xuất bản bởi MMORPG.com bằng ai là người đưa ra đề một 8 trong số 10 nói rằng "toàn những khía cạnh rằng trò chơi tỏa sáng trong với những trận đánh lớn và những người lớn hơn để đến trong tương lai cập nhật."
Trò chơi cũng đã được nhận vào một trường. Bởi ngày 31 tháng mười hai năm 2016, trò chơi đã vượt qua 100 triệu Đô La Mỹ doanh thu trong vòng 18 tháng. Ngày 14 tháng năm 2016, trò chơi đã thu về 206.5 million ₩ (176,6 million US$) trong tháng đầu tiên ở Hàn Quốc. ở Nước ngoài, nó đã trở thành người đầu tiên có ứng dụng điện thoại ở Nhật Bản chỉ là 18 giờ sau khi đầu tiên của nó, và vượt qua 1 triệu trước đăng ký cho CHÚNG tôi, và châu Âu,khởi động tạo ra 45% của Ken là doanh thu tính đến  tháng 9 năm 2017. trò chơi đã tổng 980 million US$ trên toàn thế giới trong 2017, trở thành người của năm thứ nhất, phá trò chơi điện thoại. Trong tổng số, trò chơi đã thu về khoảng 1,08 billion US$ trên toàn thế giới giữa tháng mười hai năm 2016 và ngày 2017.